# My Indi
My Indi är en orange jätte i Indianens stjärnbild.
Stjärnan har visuell magnitud +5,16 och är synlig för blotta ögat vid normal seeing. Den befinner sig på ett avstånd av ungefär 365 ljusår.